# Ernsthof (Wertheim)
Ernsthof ist ein Wohnplatz auf der Gemarkung der Wertheimer Ortschaft Dörlesberg im Main-Tauber-Kreis in Baden-Württemberg.

## Geographie

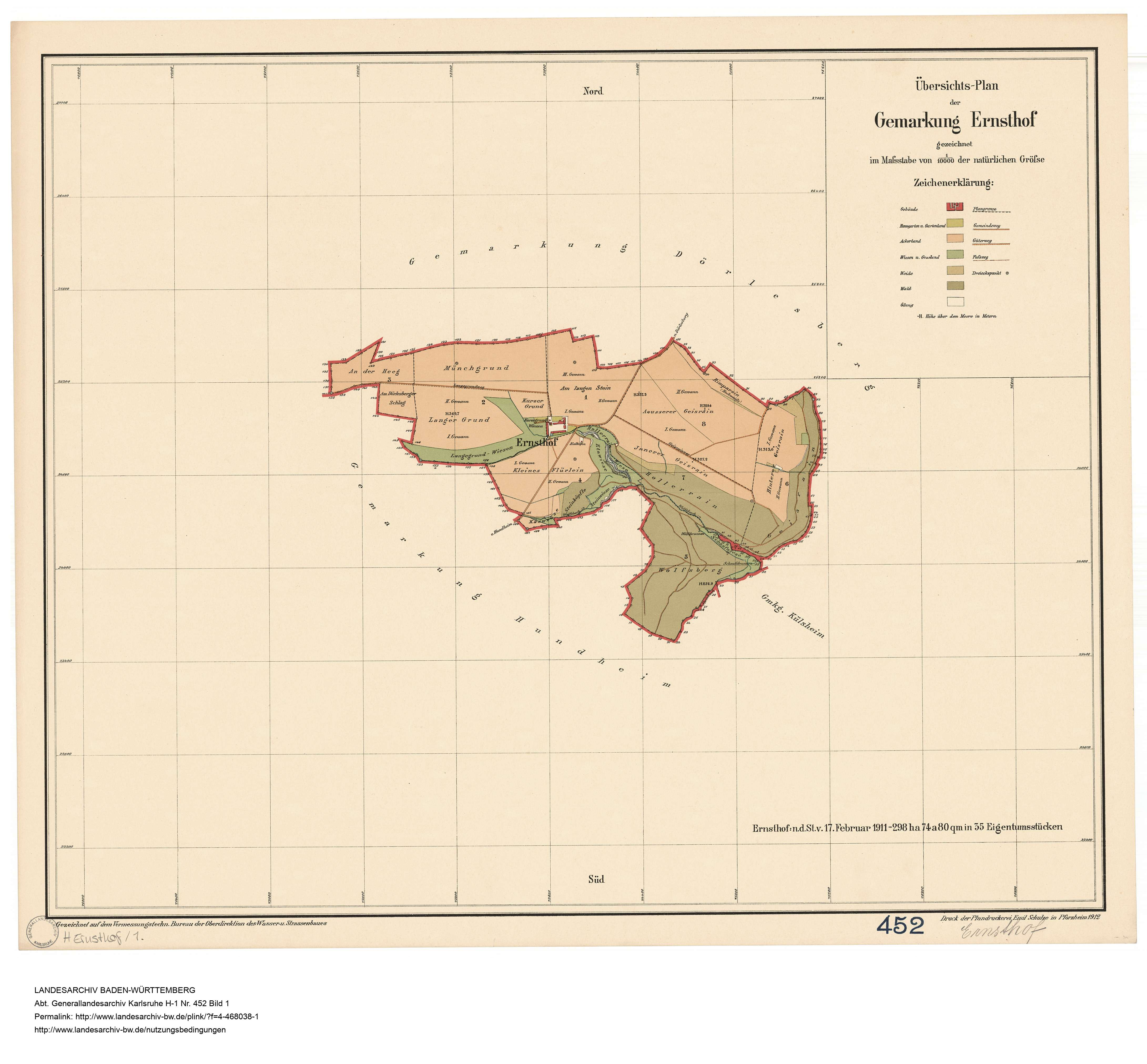
Gemarkung des Ernsthofes, 1912

Der Ernsthof befindet sich etwa ein Kilometer südwestlich von Dörlesberg.

## Geschichte
Der Ort wurde wohl in den Jahren 1214 und 1226 erstmals urkundlich erwähnt, als das Gut Rintburen zu Dörlesberg 1214 durch Konrad und Ulrich von Dürn und 1226 von Arnold von Uissigheim an das Kloster Bronnbach geschenkt wurde. Im Jahre 1245 wurde eine Grangie Nova bei Dörlesberg erwähnt und im Jahre 1306 zu Ernesto. Im Spätmittelalter bestand ein Hof zum Ernst. Der Hof war immer im Besitz des Klosters Bronnbach, aber im Gegensatz zu Dörlesberg zur Zehnt Külsheim und Pfarrei Hundheim gehörig. Im Jahre 1925 wurde der Ort ganz nach Dörlesberg eingemeindet. Der Wohnplatz kam als Teil der ehemals selbständigen Gemeinde Dörlesberg am 1. Dezember 1972 zur Stadt Wertheim.
Im Jahre 2010 wurde der Solarpark Ernsthof eröffnet.

## Wirtschaft und Infrastruktur

### Solarpark Ernsthof
Der Solarpark Ernsthof ist eine Photovoltaik-Freiflächenanlage und Teil einer größeren Anlage namens Tauberlandpark. Diese bringt seit ihrer Inbetriebnahme im Jahre 2010 auf einer Fläche von rund 85 Hektar etwa 35 MWp Leistung und galt zeitweise als der größte Solarpark Deutschlands und einer der größten weltweit.

### Verkehr
Der Ort ist über die K 2829 zu erreichen. Vor Ort befindet sich die gleichnamige Straße Ernsthof.

## Kultur und Sehenswürdigkeiten

### Kulturdenkmale
Kulturdenkmale in der Nähe des Wohnplatzes sind in der Liste der Kulturdenkmale in Wertheim verzeichnet.

### Rad- und Wanderwege
Ernsthof liegt am Radweg Liebliches Taubertal – der Sportive.